# El Maguey
El Maguey es una localidad del estado mexicano de Guanajuato. Es parte del municipio de San Francisco del Rincón.

## Demografía
| Gráfica de evolución demográfica |
|                                  |

| Censo | Población |
| ----- | --------- |
| 1900  | 316       |
| 1910  | 385       |
| 1921  | 377       |
| 1930  | 451       |
| 1940  | 496       |
| 1950  | 640       |
| 1960  | 820       |
| 1970  | 1 035     |
| 1980  | 1 175     |
| 1990  | 1 560     |
| 2000  | 1 842     |
| 2010  | 2 289     |
| 2020  | 3 355     |